# Bonifacio De Zerbis
Bonifacio De Zerbis da Corgnato talvolta citato come Bonifazio (... – Acqui, 1410) è stato un vescovo cattolico italiano, vescovo di Acqui dal 1403 fino alla sua morte.

## Biografia
Frate dell'Ordine dei frati minori, proveniva da una nobile famiglia di Chieri. Nominato vescovo il 5 marzo 1403 da papa Bonifacio IX, durante il suo episcopato avvenne la definitiva ristrutturazione della diocesi di Alessandria che, con la bolla Sedis Apostolicae Providentia emanata da papa Innocenzo VII il 14 aprile 1405, veniva ricostituita e dotata di un suo vescovo: Bertolino Beccari.
Di Bonifacio De Zerbis rimane un solo documento ad attestarne l'episcopato: si tratta di un contratto d'affitto datato 1406 in cui il vescovo fece da procuratore per Fra Isobbio de Guarneriis di Chieri, rettore della chiesa di Santa Margherita in Acqui, e Giacomo Sismondo di Acqui che si obbligava a versare per il godimento di taluni beni 20 fiorini l'anno a Isobbio.
Nel 1410 morì ad Acqui e venne sepolto nella cattedrale di Santa Maria Assunta.